# 文殊號列車

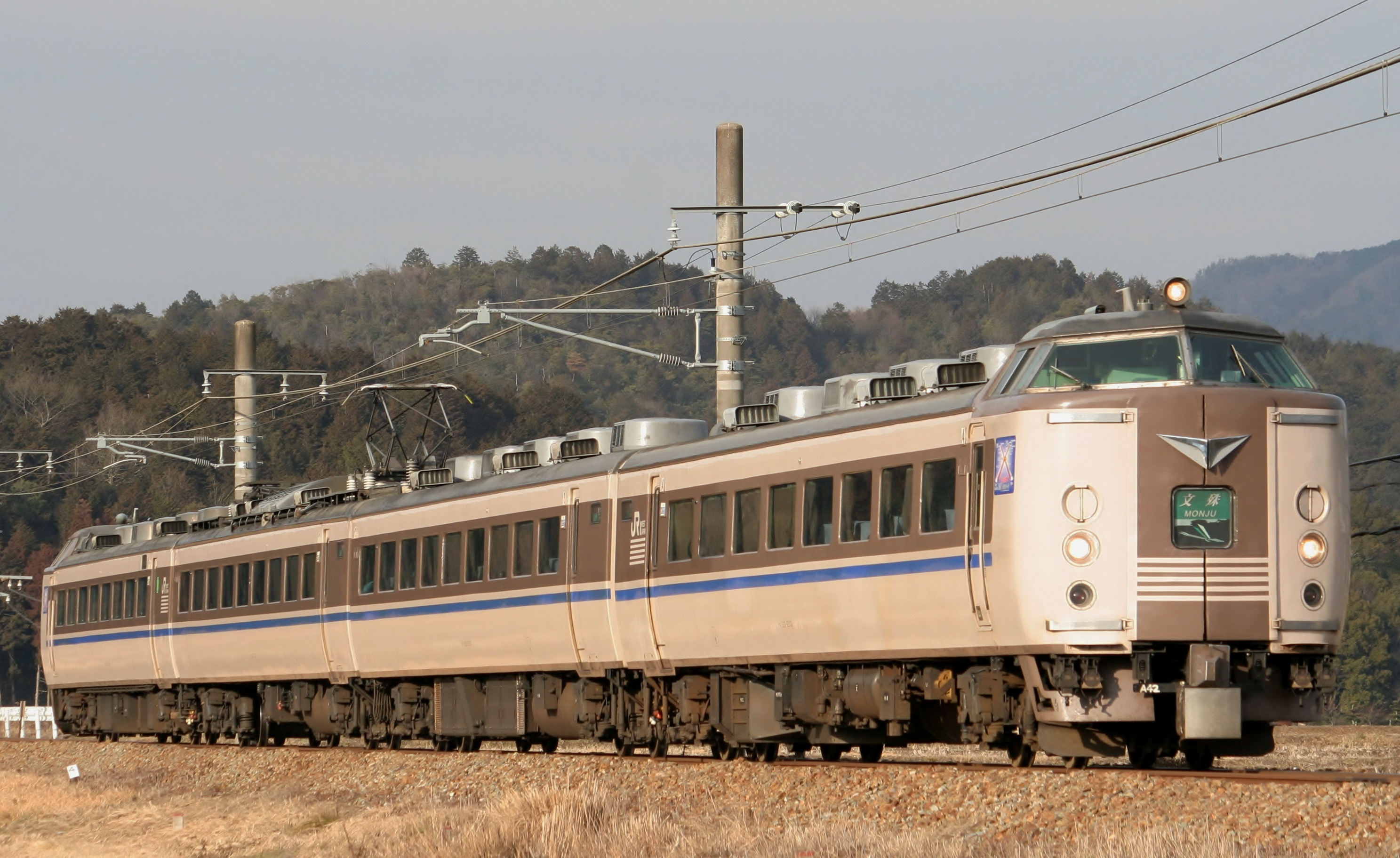
福知山線上的JR西日本183系特急列車「文殊號」(2011年2月）

文殊（Monju）是西日本旅客鐵道所經營，往返於新大阪站與天橋立站之間，途經JR福知山線、北近畿丹後鐵道宮福線、宮津線的特別急行列車。
列車代表色的綠色，起源於宮福線沿線大江山地方傳説中的「青鬼」。

## 運行概況
運轉次數
- 新大阪站～天橋立站間 1往復
基本的時刻在福知山線内和「北近畿」一樣。現在上行・下行各1班於傍晚運行。
雖然只有1往復但車號卻有1號、2號之分、是因為以前上行有2班。

使用車輛
- 183系電車

停車站
新大阪站 - 大阪站 - 尼崎站 - 寶塚站 - 三田站 - 篠山口站 - 柏原站 - 福知山站 - 大江站 - 宮津站 - 天橋立站
其他概況
- 上行1號從大阪方面、豐岡、城崎方面往宮津方面、舞鶴方面的旅客數很高，以致於自由車內非常擁擠。雖然實施全面禁煙後有多少改善、但每逢觀光季節仍然擁擠。
- 星期六日增結車廂、主要聯絡「城崎」。

## 名稱由來
列車名稱取自京都府宮津市天橋立天橋山智恩寺本堂——「文殊堂」。